# San-Gavino-di-Carbini
San-Gavino-di-Carbini é uma comuna francesa na região administrativa de Córsega, no departamento de Córsega do Sul. Estende-se por uma área de 47,88 km². 